# Tryno Maldonado
Tryno Maldonado (Zacatecas, 19 de septiembre de 1977) es un escritor, editor y activista mexicano. Ha publicado los libros de relatos Temas y variaciones (2002) y Metales pesados (2014), así como las novelas Viena roja (2005), Temporada de caza para el león negro (2009), Teoría de las catástrofes (2012), considerada "uno de los libros más relevantes de su generación"y Los demonios (2022-2023), su novela monumental dividida en tres volúmenes al cabo de una década de escritura. Después de una estancia de meses en la escuela normal de Ayotzinapa como parte del movimiento surgido a raíz de la desaparición de 43 estudiantes, publicó el reportaje narrativo "Ayotzinapa. El rostro de los desaparecidos" (2015), basado en más de 120 testimonios de familiares y sobrevivientes de la fatídica noche del 26 de septiembre de 2014 en Iguala. Como músico, desde 2012 es guitarrista de la banda de noise y avant-garde «Scarlett Johansson».

## Biografía
Radica desde el 2006 en la ciudad de Oaxaca, donde fue editor fundador de la Editorial Almadía, pero desde diciembre de 2014 vivió en la Normal Rural Raúl Isidro Burgos de Ayotzinapa, Guerrero, donde impartió talleres de narrativa.

## Obra
Temas y variaciones fue considerado uno de los mejores libros del año por el diario Reforma en 2003. En 2006 la revista colombiana Gatopardo lo incluyó en una lista de los mejores escritores jóvenes de América Latina. Temporada de caza para el león negro fue escogida como una de las novelas semifinalista del Premio Herralde de 2009. Ha sido incluido en diversas antologías nacionales e internacionales como Nuevas voces de la narrativa mexicana (Planeta, México, 2003), El futuro no es nuestro (Eterna Cadencia, Buenos Aires, 2008), editada en ocho países. La revista The Short Form seleccionó su relato Everything Good That I Know I Learned From Women en su antología de noviembre de 2013 al lado de autores como Haruki Murakami y A.M. Homes. Ha escrito para las publicaciones más importantes de México. Como antólogo y editor ha publicado Grandes hits, vol. 1. Nueva generación de narradores mexicanos (Editorial Almadía, 2008). Los demonios 1, 2 y 3 (Independiente - Amazon, 2022 - 2023) es su novela monumental de más de 1,200 páginas publicada al cabo de una década de escritura.
Sobre su obra ha dicho el escritor mexicano Enrique Serna: "Tryno Maldonado es una de las cartas fuertes de la narrativa mexicana contemporánea".Sobre Ayotzinapa, el rostro de los desaparecidos, The New York Review of Books afirmó que: "Sus retratos de los desaparecidos, elaborados con gran sensibilidad a través de cartas y entrevistas con sus familiares y amigos, pueden hacer que este libro sea difícil de leer y de dejar".

### Relatos
- Temas y variaciones (Finisterre, 2002).
- Metales pesados (Alfaguara, 2014).

### Novelas
- Viena roja (Planeta, 2005).
- Temporada de caza para el león negro (semifinalista del XXVI Premio Herralde; Anagrama, 2009).
- Teoría de las catástrofes (Alfaguara, 2012).
- Los demonios, volúmenes 1, 2 y 3 (Independiente; Amazon, 2022 - 2023).

### Crónica
- Ayotzinapa. El rostro de los desaparecidos. (Planeta, 2015).

### Editor de antologías
- Grandes hits, vol 1. Nueva generación de narradores mexicanos (Almadía, 2008).